# فراموشم مکن (سرده)
فراموشم مکن (نام علمی: Myosotis) سرده‌ای از تیره گاوزبانیان است. این گیاهان علفی و یک ساله یا دو ساله بومی اروپا و آسیا می‌باشند.	این گیاهان به طور معمول خودرو هستند و در کنار جاده‌ها نیز می‌توان آن را دید و معمولاً شناسایی آنها آسان است. گل‌های ریز با ۵ گلبرگ دارند و مرکز آن زرد رنگ است. گل‌ها اغلب به رنگ آبی دیده می‌شوند و گاهی به رنگ صورتی و حتی سفید هم مشاهده شده‌اند.
ارتفاع گیاه حدود ۱۵ الی ۳۰ سانتی متر است. گلدهی از اواسط بهار آغاز شده و تا اواخر آن ادامه پیدا می‌کند. گل‌ها شکلی خوشه‌ای دارند.
برگ‌های این گیاه تخم مرغی شکل و کرک‌دار هستند و ظاهراً" به صورت سبز تیره دیده می‌شوند. در آب و هوای سرد بازدهی بهتری دارند.
ارتفاع گیاه فراموشم مکن بین ۳۰-۱۵ سانتی متر است و دارای گل‌های خوشه‌ای به رنگ سفید صورتی آبی و بنفش می‌باشد. گلدهی از اواسط بهار آغاز شده و تا اواخر آن ادامه پیدا می‌کند.
این گیاه با اکثر خاک‌ها سازگاری دارد ولی خواهان خاک‌های با زه‌کشی مناسب و مکان‌های آفتابی و سایه آفتاب است. گل‌های فراموشم مکن در برابر باد مقاوم هستند و در تمام طول سال اکثر برگ های خود را حفظ می‌کند. از بیماری‌های این گیاه می‌توان به راب، حلزون‌ها، زنگ، سفیدک پودری، و کپک خاکستری اشاره نمود.	برای تکثیر این گیاه بایستی از بذر آن استفاده نمود. می‌توان در پاییز آن را به صورت مستقیم در فضای خارجی کاشت. می‌توان قبل از پایان یافتن زمستان بذرها در گل‌خانه کشت داد. تکثیر این گیاه از دو طریق کاشت بذر در اوایل تابستان در هوای آزاد یا مستقیم ریشه در بهار و کاشت دوباره آن امکان پذیر است.
نمادی از فراماسون هاگل آبی کوچک فراموشم مکن اولین بار توسط لژ بزرگ سورزون‌نه (Zur Sonne) در سال ۱۹۲۶ به عنوان یک سمبل ماسونی در آئین سالانه برمن آلمان استفاده شد. در سال ۱۹۳۸ نشان گل فراموشم مکن (ساخته شده توسط همان کارخانه که نشان ماسونی را می‌ساخت) برای رویداد سالانه «زمستان مردم آلمان را رهاساز» (Winterhilfswerk) حزب نازی انتخاب شد که تحرک خیریه سالانهٔ رفاه خلق سوسیالیست ملی (شاخه حزب نازی) بود.